# 4. říjen
4. říjen je 277. den roku podle gregoriánského kalendáře (278. v přestupném roce). Do konce roku zbývá 88 dní.

## Události

### Česko
- 1423 – Král Zikmund Lucemburský zastavil Moravu v léno svému zeti Albrechtu Habsburskému
- 1441 – Jan Rokycana svolal sněm do Kutné Hory, kde byly ujednány zásady husitského vyznání závazné pro všechny.
- 1830 – Šestiletý Bedřich Smetana vyvolal na domácím koncertě v rodné Litomyšli obdiv svou virtuózní hrou na klavír na hudební akademii litomyšlských filosofů s předehrou k Auberově opeře Němá z Portici.
- 1832 – Filantrop Alois Klar založil v Praze Ústav pro zaopatřování a zaměstnání dospělých slepců v Čechách, který svou činností navazoval na Klarův původní soukromý ústav pro výuku slepých dětí (založený 1806).
- 1887 – Knihovna Uměleckoprůmyslového musea v Praze otevřena pro veřejnost
- 1933 – Sudetoněmecká nacionální socialistická strana se rozpouští den před jejím zakázáním
- 1936 – Dvořákova 1. symfonie Zlotnické zvony byla poprvé provedena v Brně.
- 1940 – Premiéra české kriminální komedie Miroslava Cikána Pelikán má alibi
- 1946 – Do kin přichází válečné drama režiséra Miroslava Cikána Hrdinové mlčí z období druhé světové války.
- 1950 – Při důlním neštěstí na Dole Michálka v Ostravě zahynulo 36 horníků.
- 1957 – Po filmech Jan Hus a Jan Žižka uvedl režisér Otakar Vávra v kinech 3. díl husitské trilogie Proti všem.
- 1967 – V Malostranské besedě proběhla premiéra nejstarší hry Divadla Járy Cimrmana - Akt
- 1968 – Poražený Alexander Dubček se vrací z Moskvy. Podvolil se jejich podmínkám, cenzura je zpět, nekomunistické strany zakázány
- 1991 – Federální shromáždění schválilo tzv. velký lustrační zákon.
- 1992 – Divadlo Járy Cimrmana se stěhuje do Žižkovského divadla.
- 2002 – V pražském Žižkovském divadle proběhla premiéra hry Divadla Járy Cimrmana - Afrika.

### Svět
- 1209 – Papež Inocent III. korunuje v Římě Ottu z Wittelsbachu německým králem
- 1302 – Válka mezi Byzantskou říší a Benátskou republikou skončila
- 1535 – Luteránský kazatel William Tyndale přeložil Bibli a londýnský tiskař Miles Coverdale (47) vydal první anglický překlad Bible
- 1582 – Papež Řehoř XIII. zavedl v Itálii, Polsku, Portugalsku a Španělsku gregoriánský kalendář. Po 4. říjnu hned následoval 15. říjen.
- 1824 – Mexiko přijalo novou ústavu a stalo se federální republikou.
- 1830 – Vyhlášení nezávislosti Belgie na Nizozemsku.
- 1870 – V Los Angeles je založena Kalifornská Universita (University of California)
- 1883 – Orient expres se svými luxusními spacími a jídelními vozy se vydává z Paříže na svou první cestu do Istanbulu a spojuje tak Evropu s Tureckem
- 1957 – Byla vypuštěna první umělé družice Země Sputnik 1 z kosmodromu Bajkonur. Začala tím kosmická éra lidstva.
- 1958 – Pátá republika Francie
- 1978 – Ve vatikánské bazilice Sv. Petra se konal pohřeb papeže Jana Pavla I.
- 1993 – Český ministr zahraničí Josef Zieleniec podepisuje v Lucemburku asociační dohodu o přidružení České republiky k Evropskému hospodářství
- 2001 – Tupolev Tu-154 Sibiřských aerolinií spadl do Černého moře po zásahu ukrajinskou střelou S-200. Zahynulo 78 osob.
- 2004 – Soukromá vesmírná loď SpaceShipOne podruhé v pěti dnech překonala hranice vesmíru a získala tak cenu Ansari X Prize.
- 2007 – Skotská policie objevila obraz od Leonarda Da Vinciho Madonna s vřetenem, který byl před čtyřmi lety ukraden ze zámku Drumlanrig a jehož cena se odhaduje na 30 miliónů liber (přes miliardu korun). V souvislosti s krádeží zatkla čtyři muže.
- 2010 – U maďarského města Ajka došlo k protržení hráze odkaliště. Zemřelo deset lidí, přes 130 bylo zraněno, těžce zasaženy byla ves Kolontár a město Devecser, a došlo ke kontaminaci dvou řek.
- 2021 – Došlo k rozsáhlému globálnímu výpadku sociálních sítí Facebook, Instagram a WhatsApp. S problémy se potýkal i mobilní operátor Vodafone.

## Narození

### Česko

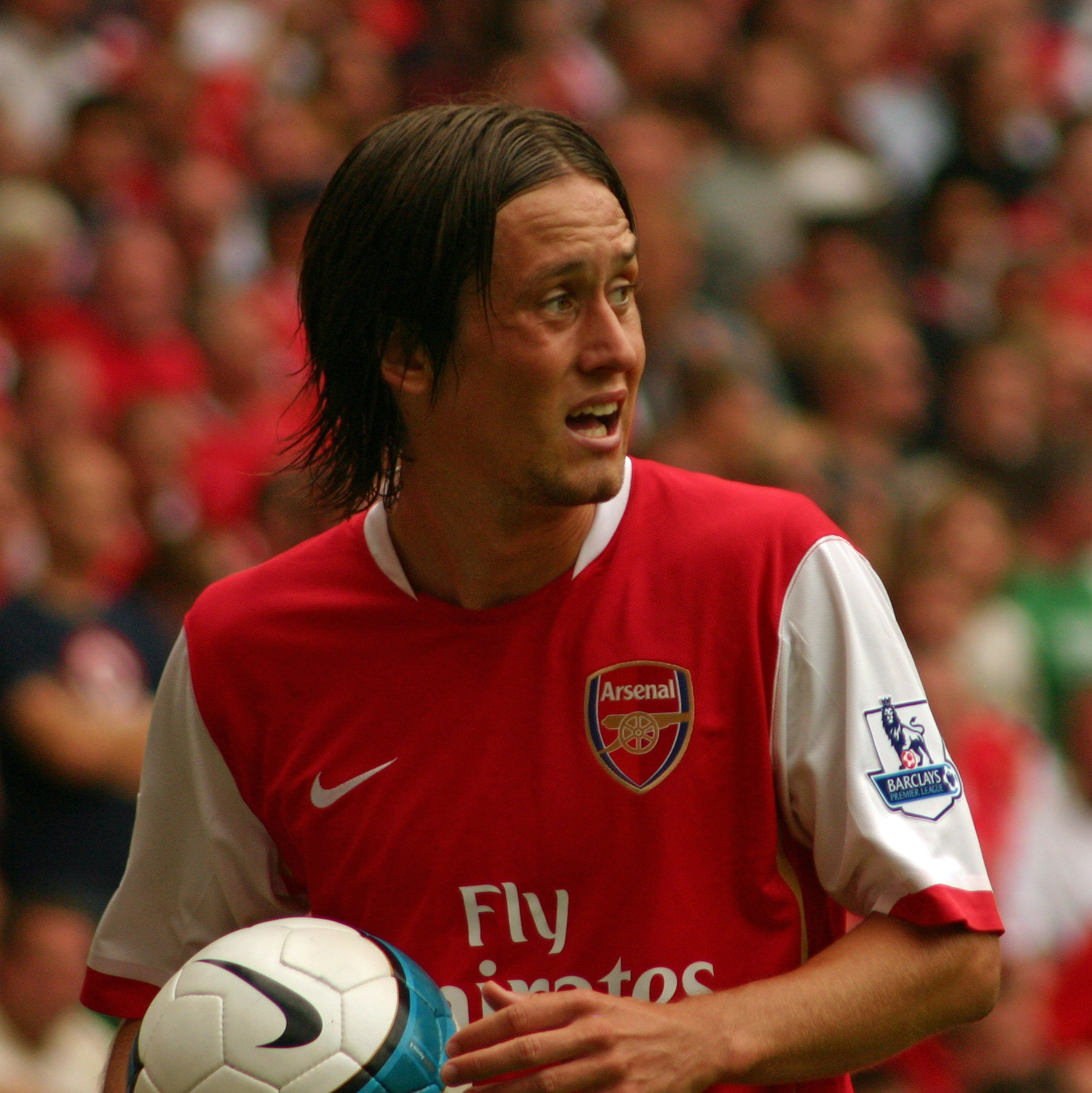
Tomáš Rosický (* 1980)

- 1720 – Matyáš František Chorinský z Ledské, první brněnský biskup († 30. října 1786)
- 1753 – František Jan Tomsa, spisovatel, publicista, překladatel († 17. listopadu 1814)
- 1777 – Dominik František Kynský, učitel, kněz, básník a překladatel († 15. prosince 1848)
- 1799 – Vincenz Priessnitz, rakousko-moravský zakladatel lázní Jeseník († 28. listopadu 1851)
- 1824 – Vincenc Vávra Haštalský, novinář a překladatel († 6. srpna 1877)
- 1844 – Franz Hantschel, český, německy píšící lékař a vlastivědný pracovník († 23. února 1940)
- 1853
  - František Pastrnek, český jazykovědec, slavista († 17. února 1940)
  - Karel Knittl, skladatel a dirigent († 17. března 1907)
- 1855 – Josef Ženíšek, akademický malíř, portrétista, kreslíř a ilustrátor († 19. listopadu 1944)
- 1856 – Karel Thir, historik, archivář († 4. dubna 1931)
- 1862 – František Mašek, československý politik († 31. března 1950)
- 1867
  - František Václav Krejčí, český spisovatel, novinář a politik († 30. září 1941)
  - Přemysl Šámal, politik, účastník protirakouského a protinacistického odboje († 9. března 1941)
- 1880 – Kurt Brass, československý politik německé národnosti († 14. dubna 1964)
- 1897 – Miloslav Holý, malíř († 3. března 1974)
- 1900 – Václav Krška, scenárista a režisér († 17. listopadu 1969)
- 1902 – Willi Ströminger, portrétní fotograf a herec († 17. listopadu 1985)
- 1906 – Ladislav Pešek, filmový a divadelní herec († 13. července 1986)
- 1909 – František Kopečný, bohemista a slavista († 27. března 1990)
- 1910
  - Zdeněk Kaňák, dirigent, sbormistr a pedagog († 4. října 1991)
  - Adolf Branald, spisovatel a dramatik († 28. září 2008)
  - Otto Eckert, sochař a keramik († 1. ledna 1995)
  - František Rauch, klavírista a pedagog († 23. září 1996)
- 1911 – František Vojtek, kněz, jezuita, filozof († 22. července 1981)
- 1912 – Vladimír Kadlec, ekonom, vysokoškolský pedagog, ministr školství († 3. dubna 1998)
- 1913 – Štěpán Urban, skladatel a esperantský básník († 4. května 1974)
- 1916 – Ladislav Šimůnek, československý fotbalový reprezentant († 7. prosince 1969)
- 1921 – František Maňas, hudební skladatel a dirigent († 21. prosince 2004)
- 1923 – František Řehák, divadelní a filmový herec († 28. června 2017)
- 1925 – Milan Hašek, český biolog, lékař a imunolog († 14. listopadu 1984)
- 1927 – Vladimír Kobranov, československý hokejista, účastník ZOH 1948, mistr světa a Evropy 1949 († 25. října 2015)
- 1930 – Přemysl Charvát, český dirigent († 20. listopadu 2005)
- 1933 – Miloš Matras, horolezec, zasloužilý mistr sportu († 31. května 1970)
- 1936 – Jiří Karel, český archeolog a historik
- 1939 – Angelo Michajlov, český hudebník a hudební skladatel bulharského původu († 7. července 1998)
- 1942 – Karel Masopust, československý hokejový obránce
- 1949 – Vojtěch Mojžíš, hudební skladatel
- 1967 – Miloš Urban, spisovatel, překladatel a redaktor
- 1970 – Martin Vaniak, fotbalista
- 1979 – Václav Neužil, divadelní, filmový a televizní herec
- 1980
  - Tomáš Rosický, fotbalista
  - Michael Beran, herec
- 1981 – Tomáš Břínek (alias TMBK), grafik, fotograf a hudebník
- 1985 – Matouš Ruml, herec
- 1986 – Nikol Štíbrová, herečka a zpěvačka
- 1995
  - Mikolas Josef, písničkář, producent, zpěvák a multiinstrumentalista
  - Šimon Szathmáry, hokejový obránce

### Svět

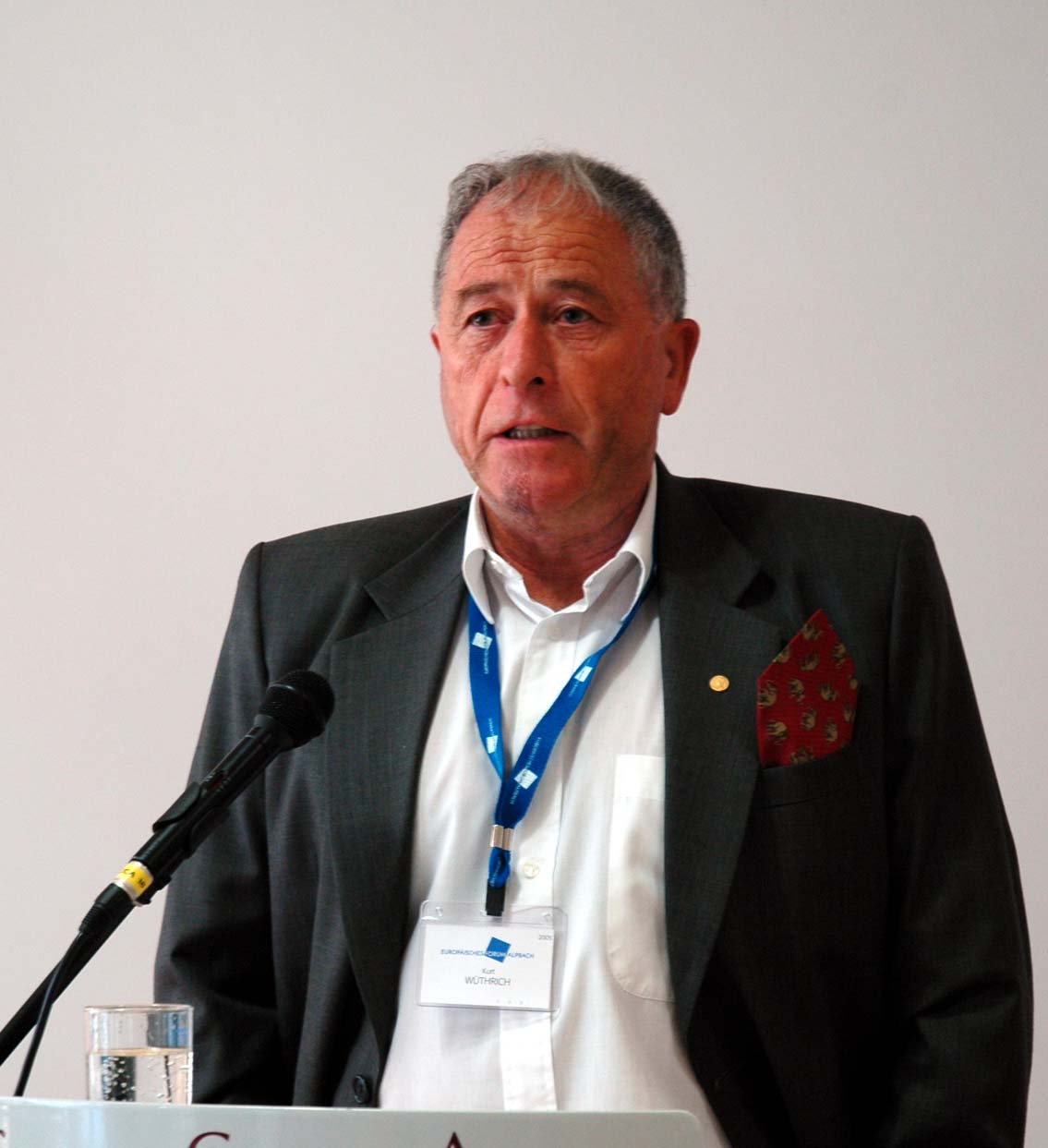
Kurt Wüthrich (* 1938)

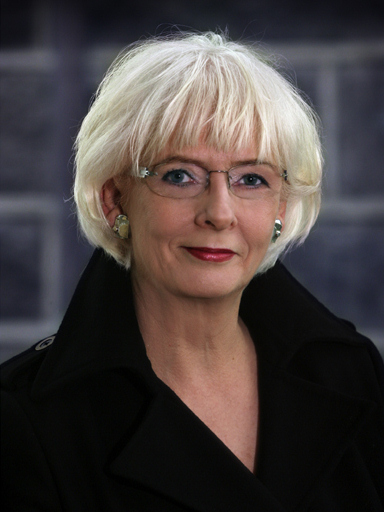
Jóhanna Sigurðardóttir (* 1942)

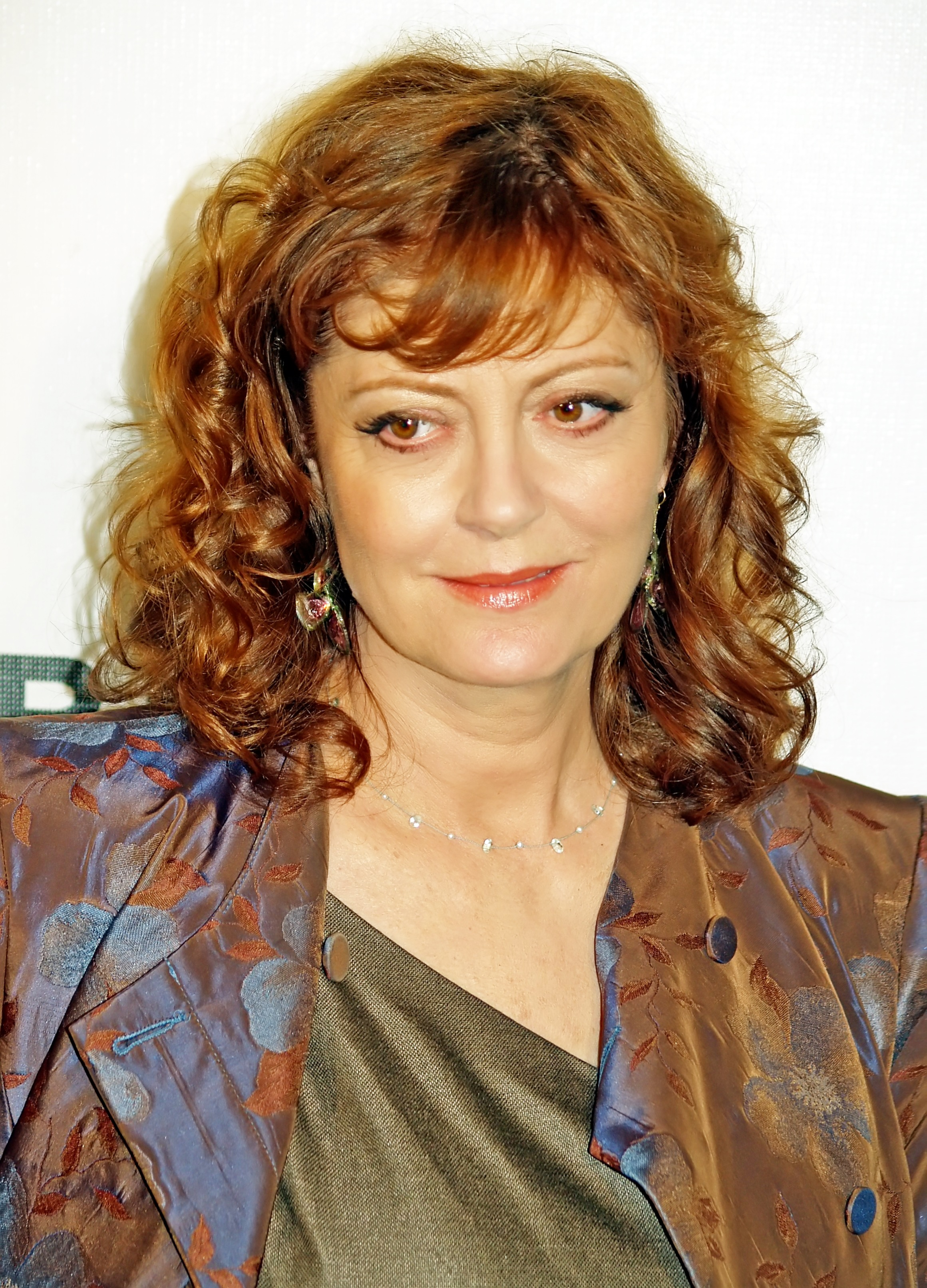
Susan Sarandon (* 1946)

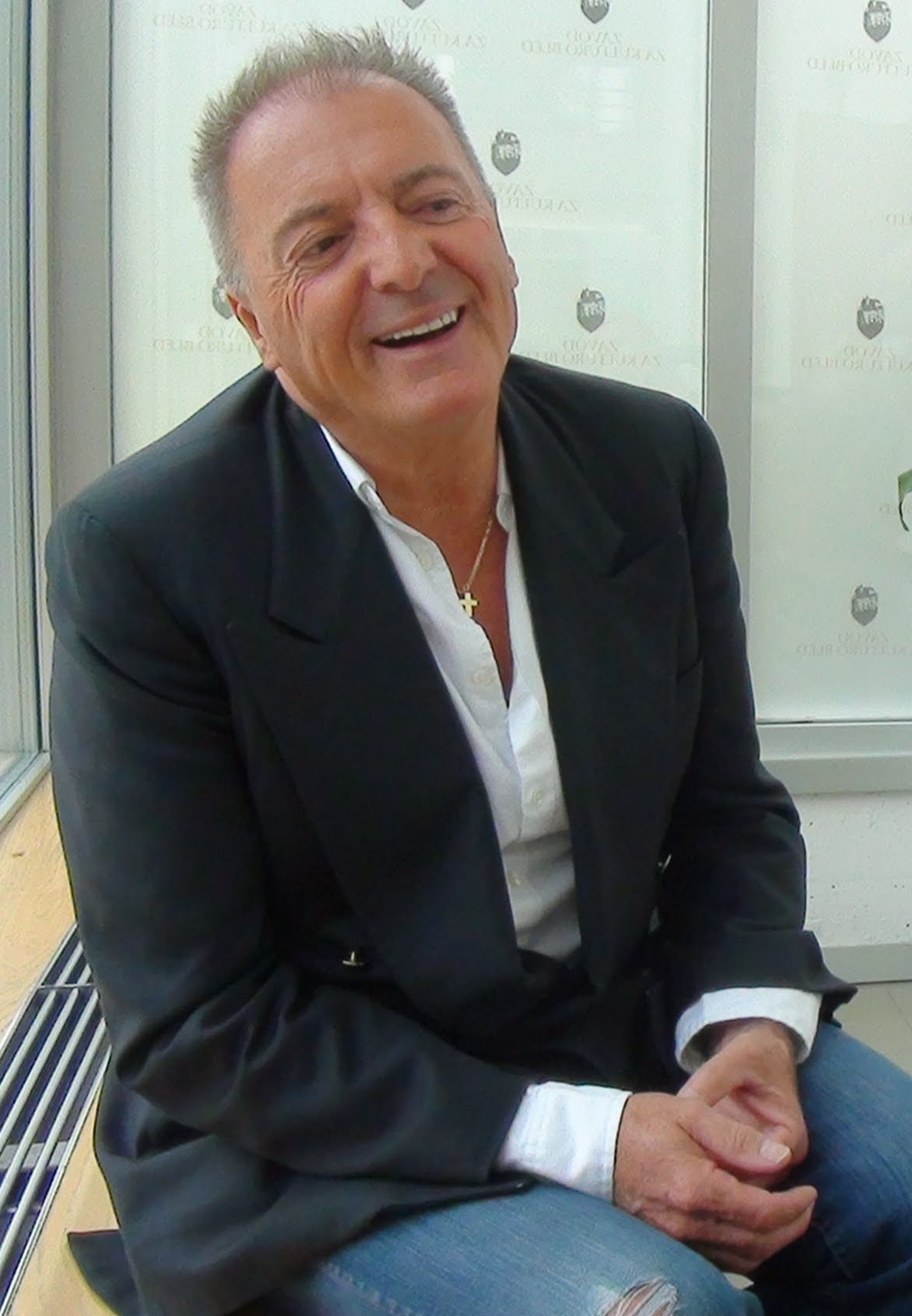
Armand Assante (* 1949)

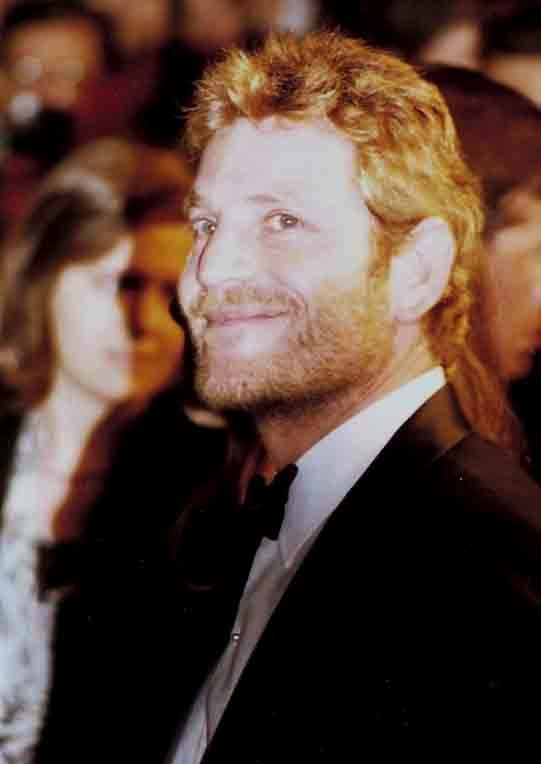
Tchéky Karyo (* 1953)

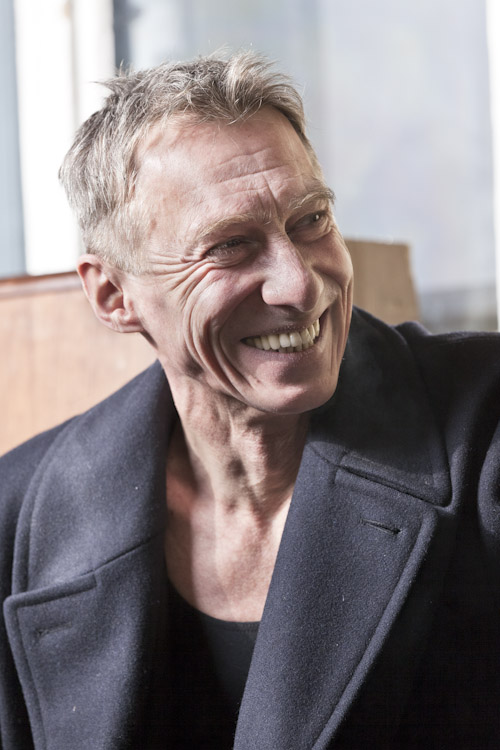
János Bán (* 1955)

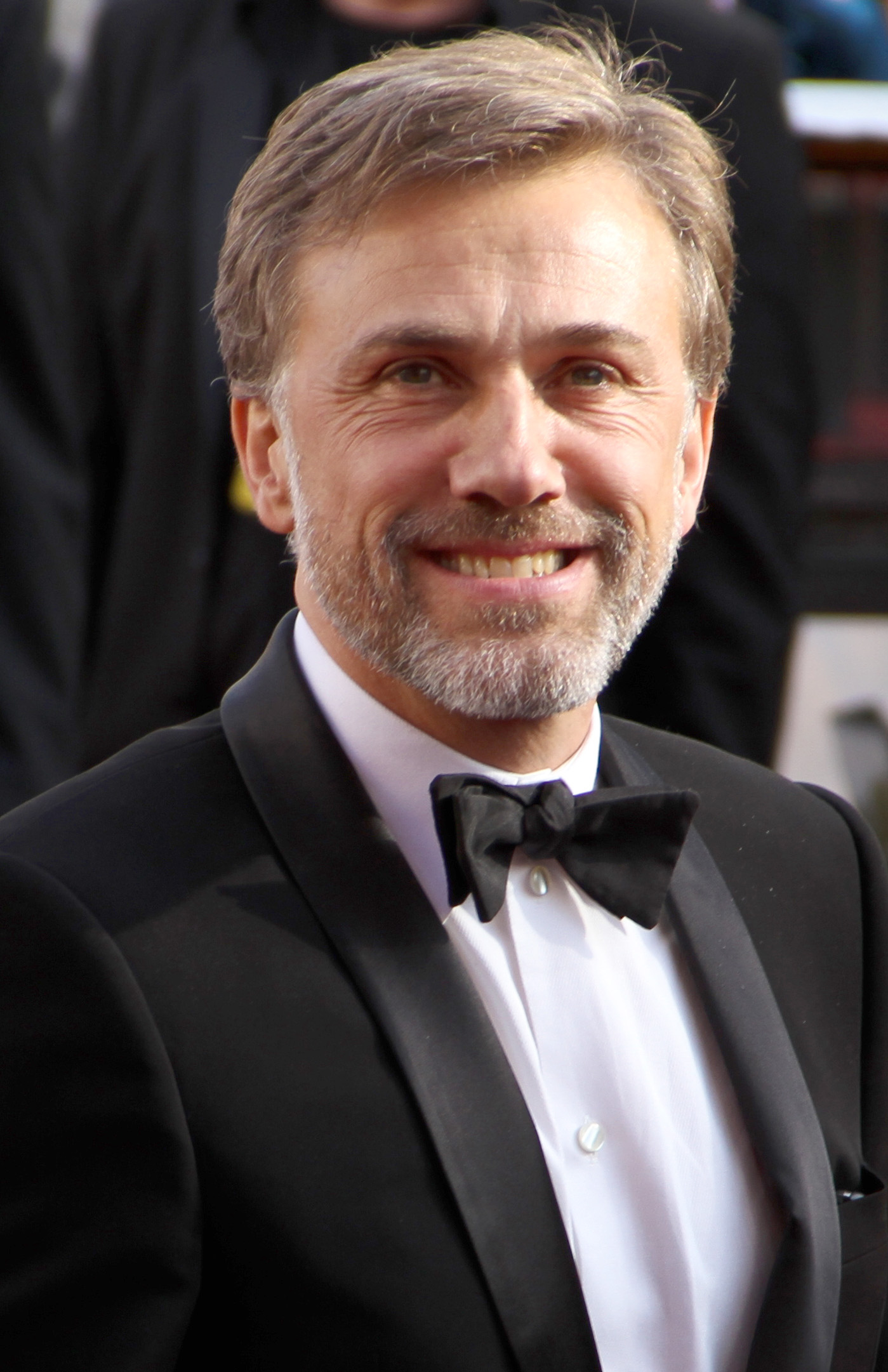
Christoph Waltz (* 1956)

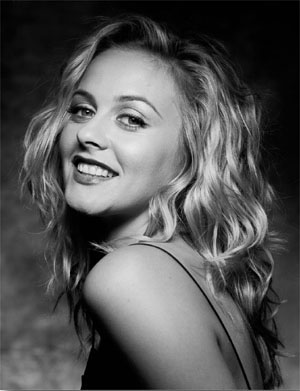
Alicia Silverstone (* 1976)

- 1160 – Adéla Francouzská, milenka anglického krále Jindřicha II. († 1213)
- 1276 – Markéta Brabantská (1276–1311), lucemburská hraběnka, manželka císaře Jindřicha VII. († 14. prosince 1311)
- 1289 – Ludvík X. Francouzský, francouzský král († 5. června 1316)
- 1379 – Jindřich III. Kastilský, kastilský král († 25. prosince 1406)
- 1472 – Lucas Cranach starší, německý renesanční malíř († 16. října 1553)
- 1515 – Lucas Cranach mladší, německý malíř († 25. ledna 1586)
- 1542 – Svatý Robert Bellarmino, italský teolog a kardinál († 17. září 1621)
- 1550 – Karel IX. Švédský, švédský král († 30. října 1611)
- 1570 – Péter Pázmány, ostřihomský biskup, kardinál, zakladatel univerzity v Trnavě († 19. března 1637)
- 1585 – Anna Tyrolská, římskoněmecká císařovna, česká a uherská královna jako manželka Matyáša Habsburského († 14. prosince 1618)
- 1626 – Richard Cromwell, lord protektor Anglie, Skotska a Irska († 12. července 1712)
- 1720 – Giovanni Battista Piranesi, italský rytec, archeolog, architekt († 9. listopadu 1778)
- 1741 – Franciszek Karpiński, polský básník († 16. září 1825)
- 1760 – Alexander Rudnay, slovenský katolický kněz, biskup a kardinál († 13. září 1831)
- 1769 – Alexej Andrejevič Arakčejev, ruský generál († 3. května 1834)
- 1779 – Léopold Aimon, francouzský skladatel († 2. února 1866)
- 1787 – François Guizot, francouzský historik a politik († 12. září 1874)
- 1810 – Eliza McCardle Johnsonová, manželka 17. prezidenta USA Andrewa Johnsona († 15. ledna 1876)
- 1813 – Antonio García Gutiérrez, španělský romantický dramatik a básník († 26. srpna 1884)
- 1814 – Jean-François Millet, francouzský malíř († 20. ledna 1875)
- 1816 – Eugène Pottier, francouzský básník a revolucionář († 6. listopadu 1887)
- 1822 – Rutherford B. Hayes, 19. prezident Spojených států († 17. ledna 1893)
- 1826 – Augusta Württemberská, německá princezna († 3. prosince 1898)
- 1836 – Piet Cronje, búrský generál († 4. února 1911)
- 1837 – Elizabeth Jane Gardnerová, francouzská malířka († 28. ledna 1922)
- 1841 – Marie Bavorská, bavorská princezna a poslední královna obojí Sicílie († 19. ledna 1925)
- 1850 – Júlio Zeferino Schultz Xavier, portugalský kontradmirál († 1939)
- 1854 – Michael Pupin, americko-srbský fyzik a vynálezce († 12. března 1935)
- 1859 – Vittorio Matteo Corcos, italský malíř († 8. listopadu 1933)
- 1861 – Frederic Remington, americký malíř († 26. prosince 1909)
- 1864 – Eleonora Fugger von Babenhausen, rakouská prominentka a kronikářka rodu Fuggerů († 1. března 1945)
- 1872 – Juliusz Tarnawa-Malczewski, polský generál († 1940)
- 1881
  - George Constantinescu, rumunský konstruktér zbraní († 11. prosince 1965)
  - Otto Ville Kuusinen, finský a sovětský politik a básník († 17. května 1964)
  - Anna Munro, skotská sufražetka († 11. září 1962)
  - Walther von Brauchitsch, vrchní velitel německé armády († 18. října 1948)
- 1886 – Erich Fellgiebel, německý generál, účastník atentátu na Hitlera († 4. září 1944)
- 1889
  - John Brendan Kelly, americký veslař, který získal tři zlaté olympijské medaile († 20. června 1960)
  - Franciszek Sikorski, polský generál († 1940)
- 1892 – Engelbert Dollfuß, rakouský kancléř († 25. července 1934)
- 1894
  - Józef Beck, polský ministr zahraničí († 5. června 1944)
  - Frans Gunnar Bengtsson, švédský spisovatel († 19. prosince 1954)
- 1895
  - Buster Keaton, americký filmový komik († 1. února 1966)
  - Richard Sorge, sovětský špion v Japonsku († 7. listopadu 1944)
- 1899 – Franz Jonas, 7. prezident Rakouska († 24. dubna 1974)
- 1900 – Bruno Restel, provinciál České provincie Tovaryšstva Ježíšova († 14. července 1983)
- 1903
  - John Vincent Atanasoff, americký fyzik a vynálezce († 15. června 1995)
  - Medard Boss, švýcarský psycholog († 21. prosince 1990)
  - Ernst Kaltenbrunner, rakouský nacista († 16. října 1946)
- 1906 – Eitel Cantoni, uruguayský automobilový závodník († 6. června 1997)
- 1916 – Vitalij Lazarevič Ginzburg, ruský fyzik, nositel Nobelovy ceny za fyziku († 8. listopadu 2009)
- 1918
  - Ken’iči Fukui, japonský chemik, Nobelova cena za chemii 1981 († 9. ledna 1998)
  - Giovanni Cheli, italský kardinál († 8. února 2013)
- 1922 – Gianna Beretta Molla, italská světice († 28. dubna 1962)
- 1923 – Charlton Heston, americký filmový herec († 5. dubna 2008)
- 1924 – Georgij Chosroevič Šachnazarov, právník, politolog, politik a spisovatel arménského původu († 15. ledna 2001)
- 1929 – Milorad Ekmečić, srbský historik († 29. srpna 2015)
- 1930 – Andrej Marinc, slovinský politik
- 1931 – Richard Rorty, americký filozof († 8. června 2007)
- 1933 – Georges Astalos, francouzský spisovatel, básník a dramatik († 27. dubna 2014)
- 1936 – Hannu Salama, finský romanopisec
- 1937 – Franz Vranitzky, kancléř Rakouska
- 1938 – Kurt Wüthrich, švýcarský chemik, oceněný Nobelovou cenou
- 1939 – Ivan Mauger, novozélandský motocyklový plochodrážní jezdec
- 1940 – Steve Swallow, americký jazzový baskytarista, kontrabasista a skladatel
- 1941
  - Ivan Dieška, (česko)slovenský horolezec, funkcionář, publicista a spisovatel († 10. prosince 2006)
  - Anne Rice, americká spisovatelka († 11. prosince 2021)
  - Robert Wilson, americký avantgardní divadelní režisér a dramatik
- 1942 – Jóhanna Sigurðardóttir, islandská politička
- 1944
  - Rocío Dúrcal, španělská herečka a zpěvačka († 26. března 2006)
  - Eddie Gomez, portorický kontrabasista
- 1946
  - Bridget St John, britská zpěvačka a písničkářka
  - Susan Sarandon, americká herečka
- 1947
  - Jim Fielder, americký baskytarista
  - Dežo Ursiny, slovenský zpěvák a skladatel († 2. května 1995)
- 1949
  - Armand Assante, americký herec, malíř, básník a pedagog
  - Luis Sepúlveda, chilský spisovatel, režisér, novinář a politik († 16. dubna 2020)
- 1951
  - Norbert Sattler, rakouský vodní slalomář († 19. ledna 2023)
  - Vytautas Vičiulis, litevský umělec († 3. března 1989)
- 1953
  - Tchéky Karyo, francouzský herec
  - Andreas Vollenweider, švýcarský hudebník
- 1954 – Scott Yanow, americký hudební publicista
- 1955 – János Bán, maďarský herec
- 1956
  - Georgi Bliznaški, předseda vlády Bulharska
  - Christoph Waltz, rakouský herec
  - Hans van Breukelen, nizozemský fotbalista
- 1967 – Liev Schreiber, americký herec
- 1969 – Abraham Benrubi, americký herec
- 1972 – Cut Chemist, americký diskžokej
- 1976 – Alicia Silverstone, americká herečka
- 1977 – Ana Johnsson, švédská zpěvačka
- 1979
  - Rachael Leigh Cook, americká herečka
  - Björn Phau, německý tenista
- 1981 – Justin Williams, kanadský hokejista
- 1982 – Cecilia Anderssonová, švédská hokejistka
- 1984 – Lena Katinová, ruská zpěvačka dua Tatu
- 1988
  - Magdaléna Rybáriková, slovenská tenistka
  - Melissa Benoist, americká herečka
- 1989
  - Tessa Worleyová, francouzská lyžařka
  - Dakota Johnson, americká herečka a modelka
- 1990 – Nela Pocisková, slovenská televizní a muzikálová herečka a zpěvačka
- 1991 – Leigh-Anne Pinnock, členka anglické dívčí skupiny Little mix

## Úmrtí

### Česko

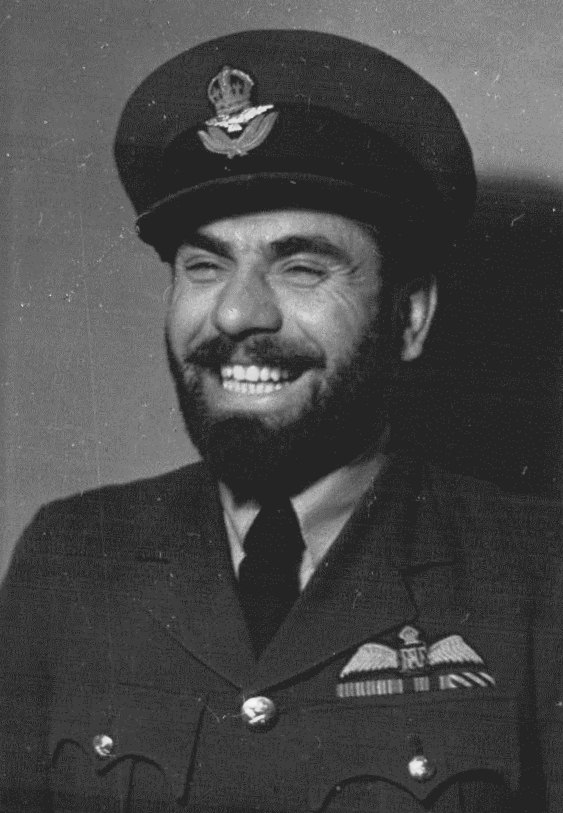
František Fajtl († 2006)

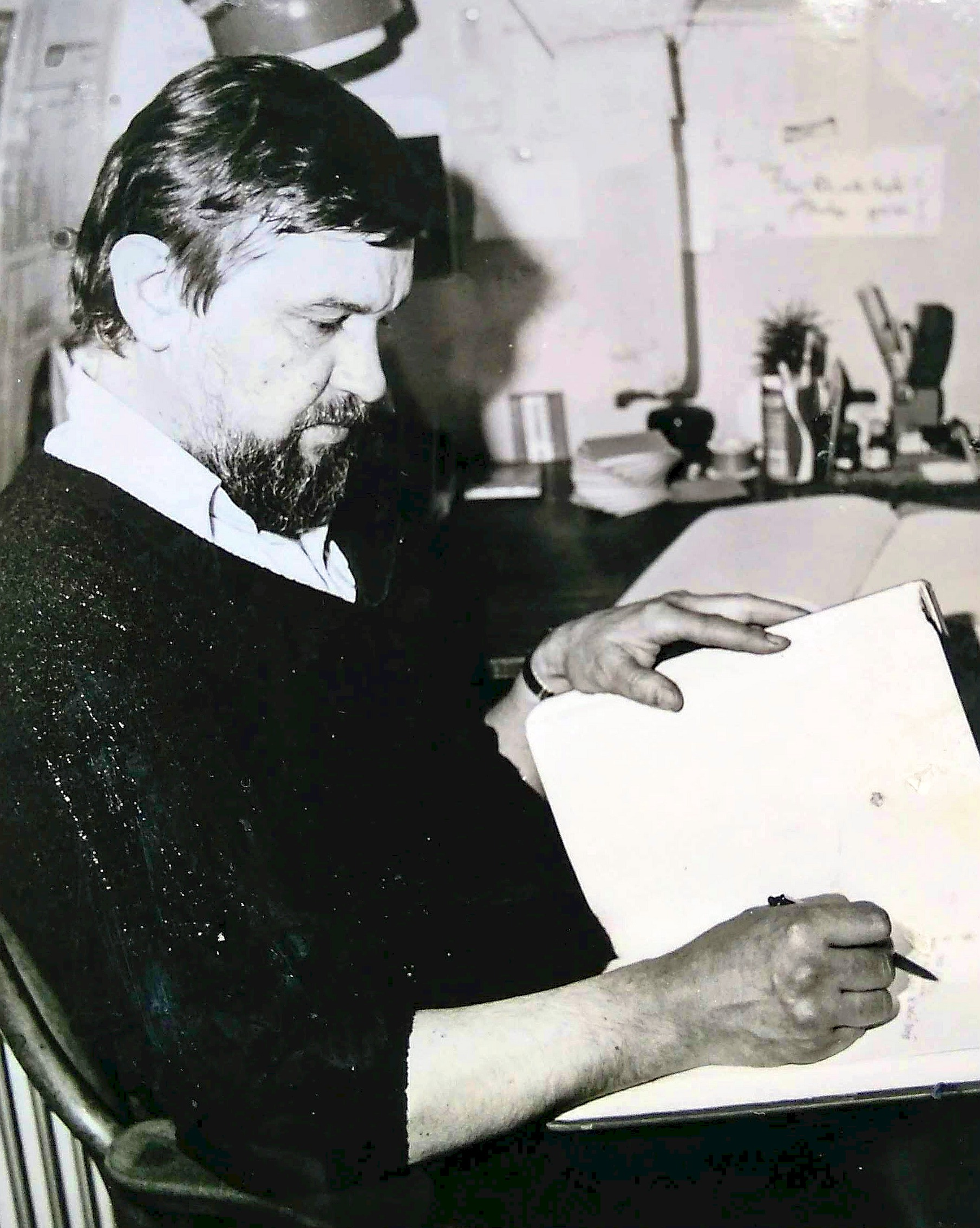
Vladimír Renčín († 2017)

- 1757 – Jiří Benda, tkadlec a vesnický muzikant, zakladatel hudebního rodu (* 25. dubna 1686)
- 1876 – Jan Krouský, organizátor hospodářského života na Mladoboleslavsku (* 18. února 1814)
- 1884 – Filip Stanislav Kodym, populárně-vědecký spisovatel (* 1. května 1811)
- 1896 – Julius Grégr, český politik (* 19. prosince 1831)
- 1897 – Ladislav Bradáč, hudební skladatel (* 8. prosince 1870)
- 1909 – Karel Lier, herec (* 14. listopadu 1845)
- 1911
  - Victor Hadwiger, německý spisovatel žijící v Čechách (* 6. prosince 1878)
  - Ignát Wurm, moravský kněz, politik a etnograf (* 12. července 1825)
- 1913 – Karel IV. kníže ze Schwarzenbergu, český šlechtic a politik (* 1. července 1859)
- 1926 – Bohumil Vojáček, český kontrabasista (* 10. června 1857)
- 1933 – Ján Janček, československý politik slovenské národnosti (* 13. února 1881)
- 1934 – Jan Žáček, český advokát a politik (* 31. května 1849)
- 1941
  - Otakar Klapka, český právník, pražský primátor (* 27. dubna 1891)
  - Jindřich Klečka, ilegální radiotelegrafista ÚVODu (* 7. dubna 1913)
- 1953 – Karel Holan, malíř (* 4. prosince 1893)
- 1969 – Arnold Winkler, rakouský historik (* 3. května 1882)
- 1972 – Jan Roth, český kameraman (* 10. listopadu 1899)
- 1982 – Václav Kaplický, spisovatel (* 28. srpna 1895)
- 1985 – Jozef Herda, československý zápasník, stříbrná medaile OH 1936 (* 21. dubna 1910)
- 1991 – Zdeněk Kaňák, dirigent, sbormistr a pedagog (* 4. října 1910)
- 2000 – Ludvík Ráža, režisér a scenárista (* 3. září 1929)
- 2001
  - Antonín Máša, český spisovatel, scenárista, dramatik, režisér (* 22. července 1935)
  - Jiří Němec, klinický psycholog, filosof, překladatel, publicista a jeden z iniciátorů Charty 77 (* 18. října 1932)
- 2002 – Hana Prošková, česká spisovatelka (* 30. listopadu 1924)
- 2006 – František Fajtl, voják, pilot, účastník bojů 2. světové války na několika frontách (* 20. srpna 1912)
- 2014 – Nina Jiránková, česká herečka (* 1. října 1927)
- 2017 – Vladimír Renčín, český kreslíř, ilustrátor a karikaturista (* 6. prosince 1941)

### Svět

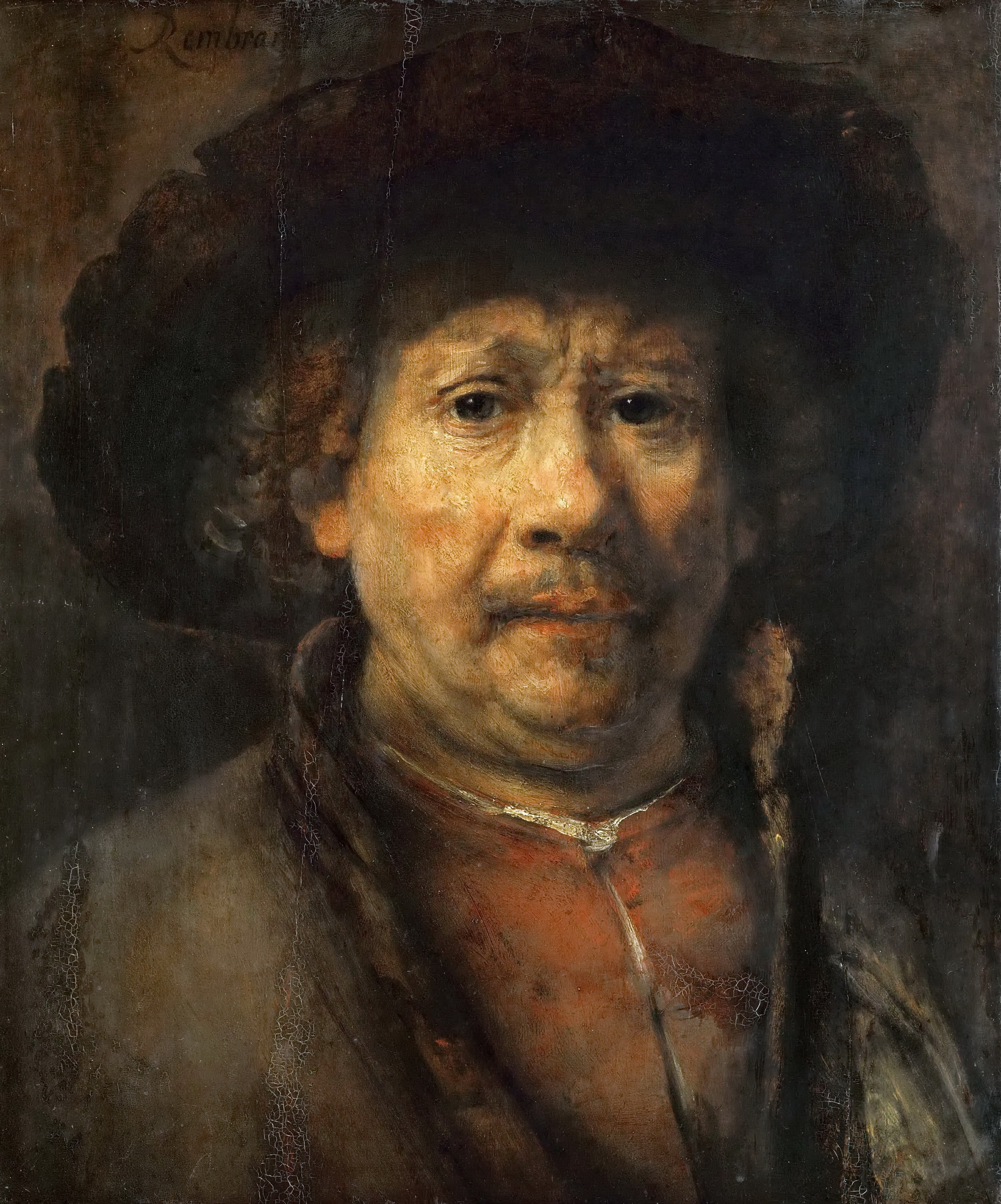
Rembrandt († 1669)

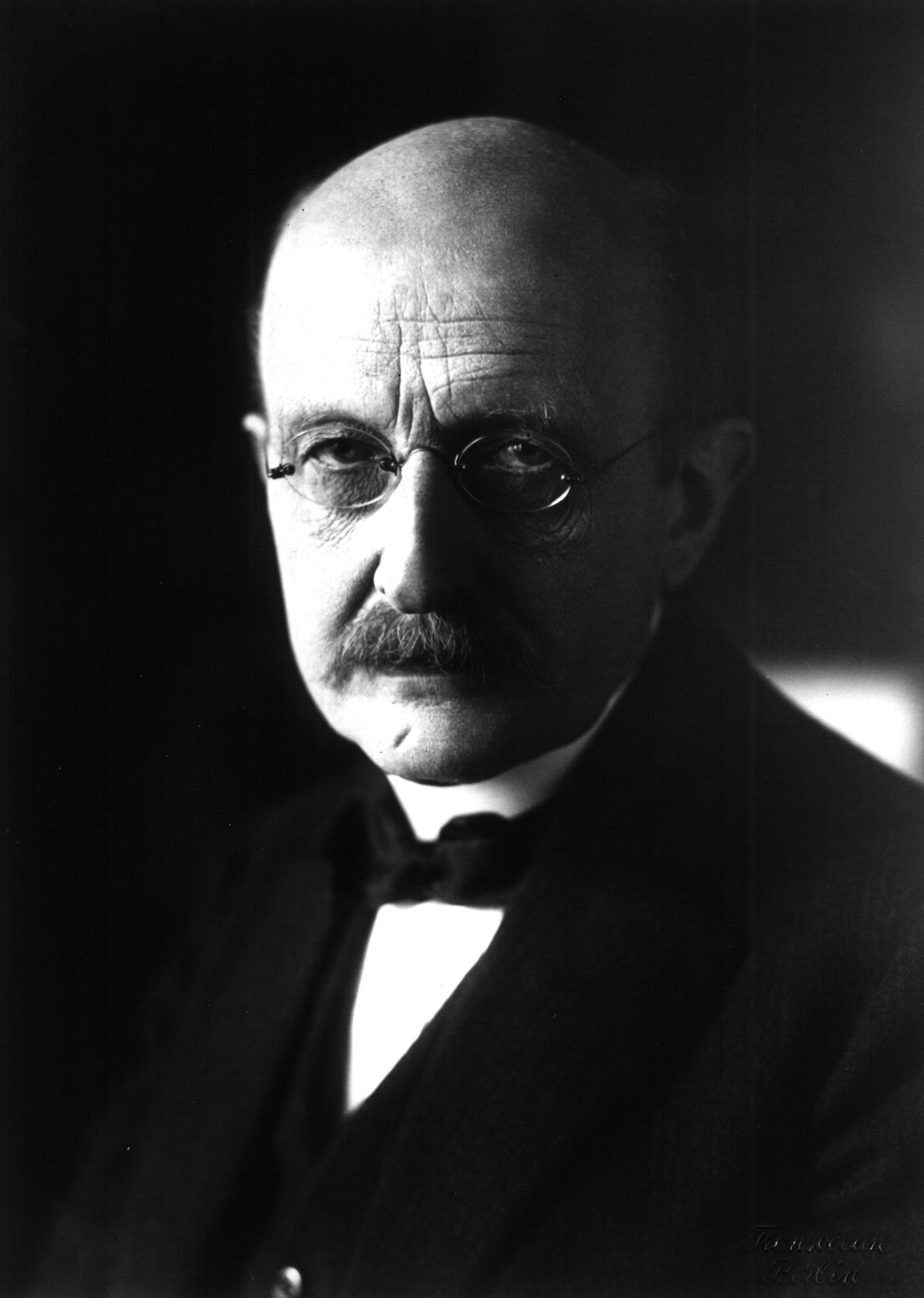
Max Planck († 1947)

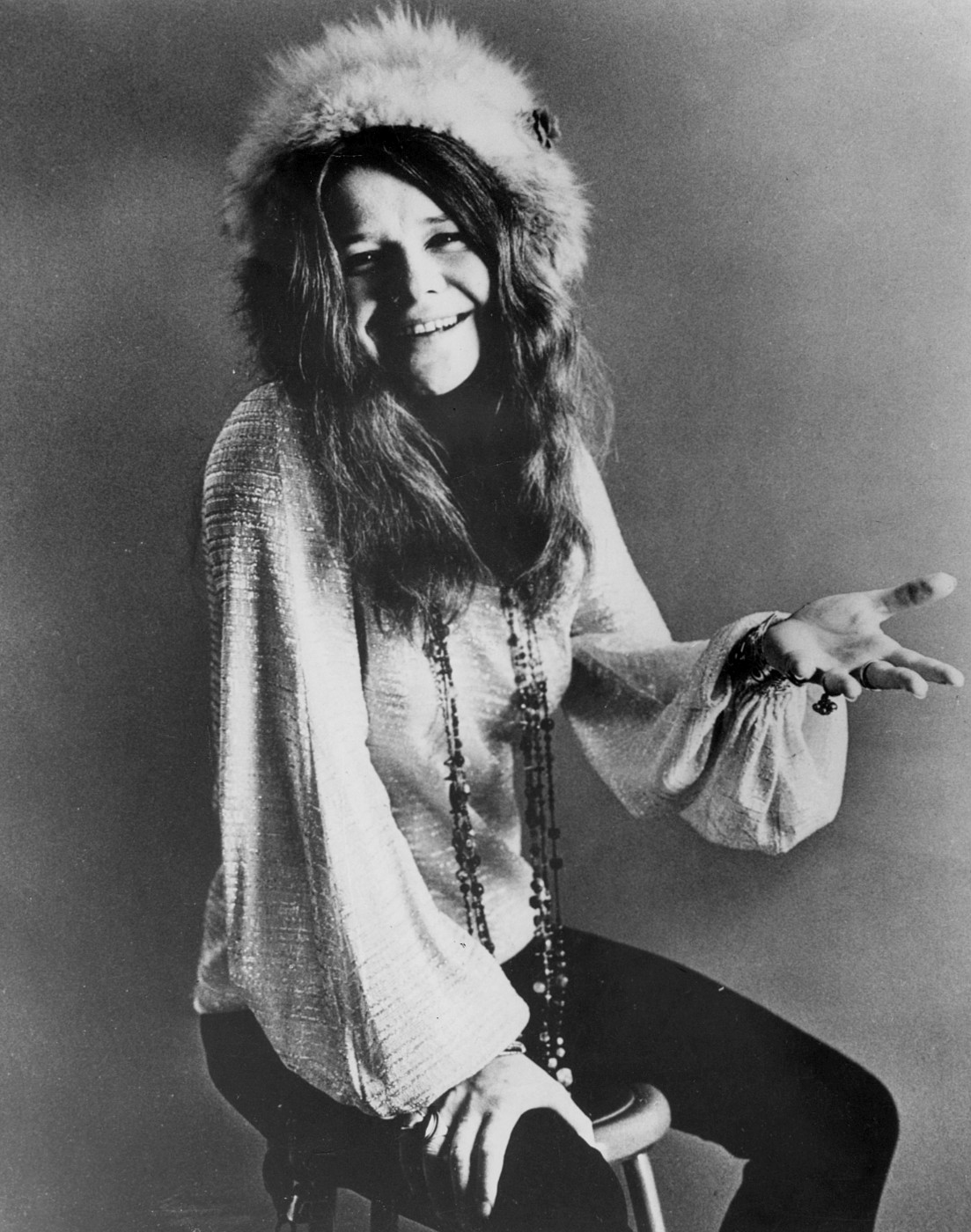
Janis Joplin († 1970)

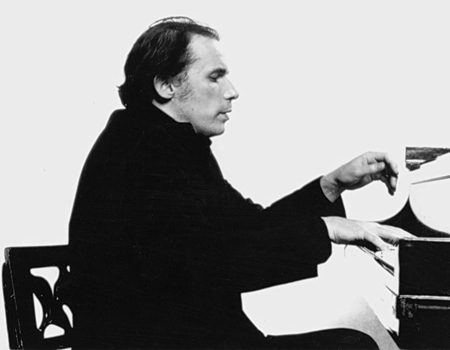
Glenn Gould († 1982)

- 1160 – Konstancie Kastilská, francouzská královna (* asi 1141)
- 1250 – Heřman VI. Bádenský, rakouský a štýrský vévoda (* asi 1225)
- 1497
  - Benozzo Gozzoli, italský malíř (* 1420)
  - Jan Aragonský a Kastilský, španělský následník trůnu (* 28. června 1478)
- 1568 – Jacob Arcadelt, franko-vlámský renesanční hudební skladatel (* 1507)
- 1582 – Terezie od Ježíše, španělská mystička a světice (* 28. března 1515)
- 1606 – Giovanni Maria Butteri, italský manýristický malíř (* 1540)
- 1611 – Karel II. Lotrinský, velitel Katolické ligy (* 26. března 1554)
- 1629 – Heribert Rosweyde, nizozemský jezuitský hagiograf (* 20. ledna 1569)
- 1631 – Žofie Meklenburská, dánská královna (* 4. září 1557)
- 1638 – František Hyacint Savojský, savojský vévoda (* 14. září 1632)
- 1646 – Thomas Howard z Arundelu, anglický šlechtic, sběratel umění (* 7. července 1585)
- 1660 – Francesco Albani, italský barokní malíř (* 17. března nebo 17. srpna 1578)
- 1669 – Rembrandt, nizozemský malíř (* 15. července 1606)
- 1743 – John Campbell, 2. vévoda z Argyllu, britský státník a skotský šlechtic (* 10. října 1680)
- 1747 – Amaro Pargo, španělský pirát (* 3. května 1678)
- 1749 – František Trenck, rakouský vojenský velitel (* 1. ledna 1711)
- 1772 – Augustin Ehrensvärd, švédský architekt (* 25. září 1710)
- 1758 – Giuseppe Antonio Brescianello, italský hudební skladatel a houslista (* kolem 1690)
- 1806 – Franz Samuel Karpe, slovinský filosof (* 17. listopadu 1747)
- 1889 – André-Adolphe-Eugène Disdéri, francouzský portrétní fotograf (* 28. března 1819)
- 1903 – Otto Weininger, rakouský filosof a spisovatel (* 3. dubna 1880)
- 1904 – Frédéric Auguste Bartholdi, francouzský sochař (* 2. srpna 1834)
- 1938 – Nikolaj Vladimirovič Někrasov, ruský novinář, esperantista (* 18. prosince 1900)
- 1944 – Fritz Weiss, jazzový hudebník (* 28. září 1919)
- 1945 – Anežka Marie Toskánská, rakouská arcivévodkyně (* 26. března 1891)
- 1947 – Max Planck, německý fyzik, nositel Nobelovy ceny (* 23. dubna 1858)
- 1949 – Karol Mederly, slovenský politik (* 6. června 1887)
- 1951 – Henrietta Lacksová, dárce buněčné kultury HeLa (* 18. srpna 1920)
- 1955 – Alexandros Papagos, řecký politik a polní maršál (* 9. února 1883)
- 1958 – Albert von Beckh, SS-Gruppenführer (* 5. února 1870)
- 1961 – Max Weber, americký malíř a sochař (* 18. dubna 1881)
- 1969 – Léon Brillouin, francouzský fyzik (* 7. srpna 1889)
- 1970 – Janis Joplin, americká zpěvačka (* 19. ledna 1943)
- 1975 – May Suttonová, americká tenistka (* 25. září 1886)
- 1980 – Pjotr Mašerov, první tajemník Ústředního výboru Komunistické strany Běloruska (* 26. února 1918)
- 1982
  - Ahmad Hasan al-Bakr, prezident Iráku (* 1. července 1914)
  - Glenn Gould, kanadský klavírista (* 25. září 1932)
- 1988 – Carlo Carretto, italský spisovatel (* 2. dubna 1910)
- 1989 – Graham Chapman, britský komik a spisovatel, člen skupiny Monty Python (* 8. ledna 1941)
- 1993 – Jerzy Broszkiewicz, polský spisovatel a dramatik (* 6. června 1922)
- 1996
  - Silvio Piola, italský fotbalista (* 29. září 1913)
  - Tim N. Gidal, německý novinářský fotograf (* 18. května 1909)
- 1998 – Tony Shelly, novozélandský automobilový závodník, účastník Formule 1 (* 2. února 1937)
- 1999 – Art Farmer, americký trumpetista (* 21. srpna 1928)
- 2000 – Michael Smith, kanadský chemik, Nobelova cena za chemii 1993 (* 26. dubna 1932)
- 2004
  - Michael Grant, anglický historik a numismatik (* 21. ledna 1914)
  - Gordon Cooper, americký astronaut (* 6. března 1927)
- 2006 – Don Thompson, britský olympijský vítěz na 50 km chůze (* 20. ledna 1933)
- 2009
  - Günther Rall, německý letec, stíhací eso Luftwaffe během druhé světové války (* 10. března 1918)
  - Veikko Huovinen, finský spisovatel (* 7. května 1927)
  - Bernhard Gröschel, německý jazykovědec, slavista a vysokoškolský pedagog (* 19. července 1939)
- 2010
  - Josef Rötzer, rakouský lékař, tvůrce symptotermální metody přirozeného plánování rodičovství (* 21. března 1920)
  - Ladislav Snopek, slovenský sochař (* 10. prosince 1919)
- 2013 – Võ Nguyên Giáp, vietnamský generál a státník (* 25. srpna 1911)
- 2014
  - Konrad Boehmer, německý hudební skladatel (* 24. května 1941)
  - Paul Revere, americký varhaník (* 7. ledna 1938)
  - Jean-Claude Duvalier, prezident Republiky Haiti (* 3. července 1951)

## Svátky

### Česko
- František, Fráňa, Franc
- Edvin

Katolický kalendář
- Svatý František z Assisi

### Svět
- Mezinárodní den zvířat
- Světový den lidských sídel
- Austrálie: Labor Day (Svátek práce)
- Lesotho: Státní svátek

## Pranostiky

### Česko
- Svatý František zahání lidi do chýšek.